# 涌谷町立涌谷中学校
涌谷町立涌谷中学校（わくやちょうりつ わくやちゅうがっこう）は、宮城県遠田郡涌谷町にある町立中学校。

## 概要
- 平成27年4月に涌谷中学校と箟岳中学校が統合し、町内唯一の中学校として誕生した。したがって涌谷町全地域が本校の学区となっている。
- 箟岳地区の生徒はスクールバスを利用して通学している。
- 本校は伊達安芸公の居館があった涌谷城趾の北方高台にあり、校舎屋上からは近隣の町並みを一望できる。校地の周囲は木立に覆われ、落ち着きのある自然環境である。

## 沿革
- 2015年（平成27年） 4月1日 - 涌谷中学校と箟岳中学校の統合により開校

## 教育目標
- 自らに誇りを持ち,主体的に学び,人間性豊かに社会を生き抜く生徒を育成する
  - 誇り：誇りを持って社会を生き抜く生徒
  - 学び：意欲を持って根気強く学び続ける生徒
  - 感動：心身を鍛えて目標の実現に向け努力する生徒

## 学区
- 涌谷町内全小学校区域[1]

## 周辺
- 涌谷城跡
- 江合川
- 涌谷町立月将館小学校

## アクセス
- 涌谷駅（JR東日本・石巻線）から車で約5分、徒歩で約20分